# Lipie Góry (województwo lubuskie)
Lipie Góry (niem. Mansfelde) – wieś w Polsce położona w województwie lubuskim, w powiecie strzelecko-drezdeneckim, w gminie Strzelce Krajeńskie. Lipie Góry leżą 6 km na północny wschód od Strzelec Krajeńskich, przy lokalnej drodze do Choszczna. W miejscowości znajduje się przystanek PKS i sklep.
Osada wymieniona w 1337 r. jako własność rodu von Mansfelde, istniał tu wtedy kościół parafialny. W marcu 1945 roku we wsi stacjonował Sztab II Armii Wojska Polskiego. Fakt ten upamiętnia pomnik gen. Karola Świerczewskiego z 1978 r.
W latach 1954–1957 wieś należała i była siedzibą władz gromady Lipie Góry, po jej zniesieniu w gromadzie Strzelce Krajeńskie. W latach 1975–1998 miejscowość administracyjnie należała do województwa gorzowskiego.
Przez Lipie Góry prowadzi trasa rowerowa Tuczno – Lubicz – Lipie Góry – Strzelce – Zwierzyn długości 19 km.

## Zabytki
Do wojewódzkiego rejestru zabytków wpisany jest:
- kościół rzymskokatolicki filialny pod wezwaniem św. Józefa[5], z XIII/XIV wieku; wymurowany z kamienia ciosanego. Jest to konstrukcja jednonawowa, założona na planie prostokąta, bez wieży. W XVI wieku świątynię gruntownie przebudowano, ściana wschodnia została zwieńczona trójkątnym szczytem ze sterczynami i blendami. Na wyposażeniu kościoła jest obraz z 1854 r. Współczesna dzwonnica stalowa z dzwonem pochodzi z 1842 r.

inne zabytki:
- park krajobrazowy o powierzchni ok. 2 ha.